# Теодорини, Корнелиу
Теодорини Корнелиу (рум. Corneliu Teodorini; 18 сентября 1893, Крайова — 10 июля 1976, Бухарест) — румынский военный деятель, участник Второй мировой войны. Дивизионный генерал.

## Биография
Участник Первой мировой войны.

### Вторая мировая война

#### На стороне стран оси
В 1941 году — командир 1-го кавалерийского полка каларашей.
С 28 октября 1941 года командующий 8-й кавалерийской бригады (с 15 марта 1942 года дивизии). Участник боевых действий на Украине и в Крыму. В ноябре 1941 года награждён Железным крестом 2-го класса.
С 9 мая 1942 года начальник секции пропаганды Генштаба.
С 16 октября 1942 года командующий 6-й кавалерийской дивизии. 8 февраля 1943 года награждён орденом Михая Храброго 3-й степени, а 11 февраля — Железным крестом 1-го класса. 27 августа 1943 года награждён Рыцарским крестом. 2 октября 1943 года произведен в бригадные генералы.
8 декабря 1943 года получил Дубовые ветви к Рыцарскому кресту и отмечен в Вермахтберихте. 12 декабря, после участия дивизии в отражении советского десанта на Эльтигенском плацдарме, последовала и румынская награда — орденом Михая Храброго 2-й степени.
С 22 апреля по 4 мая 1944 года дивизией командовал полковник Иоан Гаспар.
25 июля 1944 года Теодорини назначен командующим 8-й бронетанковой (с сентября 1944 года моторизированной) дивизией.

#### На стороне антигитлеровской коалиции
3 ноября 1944 года переведён на работу в министерство обороны. Директор кавалерийского департамента. С 1945 года в отставке.
После окончании войны принял монашеский постриг и ушёл в монастырь.